# Narrandera Shire
Narrandera Shire är en kommun i Australien. Den ligger i delstaten New South Wales, i den sydöstra delen av landet, omkring 440 kilometer väster om delstatshuvudstaden Sydney. Antalet invånare var 5 853 vid folkräkningen 2016.
Följande samhällen finns i Narrandera:
- Narrandera
- Grong Grong
- Barellan
- Binya
- Kamarah